# Nkoteng
Nkoteng es una comuna camerunesa perteneciente al departamento de Haute-Sanaga de la región del Centro.
Su nombre viene dado por un tal nko_28, de cuyo origen actualmente se desconoce.
En 2005 tiene 19 797 habitantes, de los que 17 743 viven en la capital comunal homónima.
Se ubica sobre la carretera N1 a orillas del río Sanaga, unos 120 km al noreste de la capital nacional Yaundé.

## Localidades
Comprende, además de la ciudad de Nkoteng, las siguientes localidades:
- Avangane
- Bakassi - Mendibi
- Bankeng
- Ebometende
- Megangne
- Messeng
- Meyosso
- Mvan
- Ndoumba
- Nyombo
- Ouassa-Baboute
- Zilli